# Сильна жінка То Бон Сун
Сильна жінка То Бон Сун (кор. 힘쎈여자 도봉순) — це південнокорейський телесеріал, що розповідає історію про жінку із надлюдською фізичною силою із району То Бон. Серіал показувався з 24 лютого по 15 квітня 2017 щоп'ятниці та щосуботи на каналі JTBC. У головних ролях Пак Бо Йон, Пак Хьон Сік та Чі Су.

## Сюжет
То Бон Сун з народження володіє надлюдською силою. Однак вона може цю силу використовувати лише для добрих справ, інакше вона її втратить. Водночас Бон Сун з дитинства закохана в Кук Ду, поліцейського, якому подобаються елегантні леді. Тому вона намагається бути схожою на його ідеальну дівчину.
Коли Ан Мін Хьок, власник компанії по розробці відеоігор, помічає То Бон Сун, що сама розібралася з бандою злочинців, то він вирішує взяти її на роботу охоронцем. Тому що йому постійно хтось надсилає погрожувальні повідомлення. Водночас в районі То Бон з'являється серійний вбивця, на якого полює Кук Ду зі своїм відділом. І тепер Бон Сун має дві мети, з якими вона може допомогти.

## Акторський склад

### Головні ролі
- Пак Бо Йон як То Бон Сун
- Пак Хьон Сік як Ан Мін Хьок
- Чі Су як Ін Кук Ду

### Другорядні ролі

#### Близькі люди до Бон Сун
- Ан У Йон як То Бон Ґі
- Сім Хє Джін як Хван Чін І
- Ю Че Мьон як То Чхіль Ґу
- Пак По Мі як На Кьон Сім
- Пек Су Рьон як пані Сун Сім
- Кім Мін Хва та Кім Су Йон як друзі Хван Чін І

#### Близькі люди до Мін Хьока
- Чон Сок Хо як секретар
- Хан Чон Кук як Ан Чхуль До
- Кім Сон Бом як Ан Тон Ха
- Сім Хун Ґі як Ан Тон Сок
- Лі Се Вук як Ан Кьон Хван

#### Близькі люди до Кук Ду
- Соль Ін А як Чо Хий Джі
- Юн Є Хе як Чон Мін Хва

#### Люди в клані Пек Тхака
- Ім Вон Хе як Пек Тхак
- Кім Мін Ґьо як Аґарі
- Кім Вон Хе як Кім Кван Бок
- Кім Кі Му як Хвван Хьон Тон

#### Кримінальна команда 3 То Бонського поліцейського відділку
- Чхве Му І як Юк, керівник команди
- О Сун Тхе як Пульґом (Бурий ведмідь)
- Ян Чу Хо як Нокбої (англ. Knock boy)
- Чхве Хьон як Холлені (Пекельний янгол)
- Кім Вон Сок як Тотбоґі (Лупа/Збільшувальне скло)

#### Працівник Ainsoft
- Кім Вон Хе як О Толь Ппьо

#### Інші
- Чан Мі Ґван як злочинець, Кім Чан Хьон

## Оригінальні звукові доріжки
| Strong Woman Do Bong Soon, Pt. 1 (Original Soundtrack) | Strong Woman Do Bong Soon, Pt. 1 (Original Soundtrack) | Strong Woman Do Bong Soon, Pt. 1 (Original Soundtrack) | Strong Woman Do Bong Soon, Pt. 1 (Original Soundtrack) |
| #                                                      | Назва                                                  | Виконавець                                             | Тривалість                                             |
| ------------------------------------------------------ | ------------------------------------------------------ | ------------------------------------------------------ | ------------------------------------------------------ |
| 1.                                                     | «You're My Garden»                                     | Чон Ин Джі                                             | 4:03                                                   |
| 2.                                                     | «You're My Garden (Instrumental)»                      | Чон Ин Джі                                             | 4:03                                                   |

| Strong Woman Do Bong Soon, Pt. 2 (Original Soundtrack) | Strong Woman Do Bong Soon, Pt. 2 (Original Soundtrack) | Strong Woman Do Bong Soon, Pt. 2 (Original Soundtrack) | Strong Woman Do Bong Soon, Pt. 2 (Original Soundtrack) |
| #                                                      | Назва                                                  | Виконавець                                             | Тривалість                                             |
| ------------------------------------------------------ | ------------------------------------------------------ | ------------------------------------------------------ | ------------------------------------------------------ |
| 1.                                                     | «Heartbeat»                                            | Suran                                                  | 3:52                                                   |
| 2.                                                     | «Heartbeat (Instrumental)»                             | Suran                                                  | 3:51                                                   |

| Strong Woman Do Bong Soon, Pt. 3 (Original Soundtrack) | Strong Woman Do Bong Soon, Pt. 3 (Original Soundtrack) | Strong Woman Do Bong Soon, Pt. 3 (Original Soundtrack) | Strong Woman Do Bong Soon, Pt. 3 (Original Soundtrack) |
| #                                                      | Назва                                                  | Виконавець                                             | Тривалість                                             |
| ------------------------------------------------------ | ------------------------------------------------------ | ------------------------------------------------------ | ------------------------------------------------------ |
| 1.                                                     | «Wonder»                                               | Standing Egg                                           | 3:49                                                   |
| 2.                                                     | «Wonder (Instrumental)»                                | Standing Egg                                           | 3:49                                                   |

| Strong Woman Do Bong Soon, Pt. 4 (Original Soundtrack) | Strong Woman Do Bong Soon, Pt. 4 (Original Soundtrack) | Strong Woman Do Bong Soon, Pt. 4 (Original Soundtrack) | Strong Woman Do Bong Soon, Pt. 4 (Original Soundtrack) |
| #                                                      | Назва                                                  | Виконавець                                             | Тривалість                                             |
| ------------------------------------------------------ | ------------------------------------------------------ | ------------------------------------------------------ | ------------------------------------------------------ |
| 1.                                                     | «Pit-A-Pat»                                            | Чонха                                                  | 3:30                                                   |
| 2.                                                     | «Pit-A-Pat (Instrumental)»                             | Чонха                                                  | 3:28                                                   |

| Strong Woman Do Bong Soon, Pt. 5 (Original Soundtrack) | Strong Woman Do Bong Soon, Pt. 5 (Original Soundtrack) | Strong Woman Do Bong Soon, Pt. 5 (Original Soundtrack) | Strong Woman Do Bong Soon, Pt. 5 (Original Soundtrack) |
| #                                                      | Назва                                                  | Виконавець                                             | Тривалість                                             |
| ------------------------------------------------------ | ------------------------------------------------------ | ------------------------------------------------------ | ------------------------------------------------------ |
| 1.                                                     | «Double Trouble Couple»                                | MAMAMOO                                                | 3:30                                                   |
| 2.                                                     | «Double Trouble Couple (Instrumental)»                 | MAMAMOO                                                | 3:30                                                   |

| Strong Woman Do Bong Soon, Pt. 6 (Original Soundtrack) | Strong Woman Do Bong Soon, Pt. 6 (Original Soundtrack) | Strong Woman Do Bong Soon, Pt. 6 (Original Soundtrack) | Strong Woman Do Bong Soon, Pt. 6 (Original Soundtrack) |
| #                                                      | Назва                                                  | Виконавець                                             | Тривалість                                             |
| ------------------------------------------------------ | ------------------------------------------------------ | ------------------------------------------------------ | ------------------------------------------------------ |
| 1.                                                     | «I Fall In Love (feat. Obroject)»                      | VROMANCE, Obroject                                     | 3:20                                                   |
| 2.                                                     | «I Fall In Love (Instrumental)»                        | VROMANCE                                               | 3:20                                                   |

| Strong Woman Do Bong Soon, Pt. 7 (Original Soundtrack) | Strong Woman Do Bong Soon, Pt. 7 (Original Soundtrack) | Strong Woman Do Bong Soon, Pt. 7 (Original Soundtrack) | Strong Woman Do Bong Soon, Pt. 7 (Original Soundtrack) |
| #                                                      | Назва                                                  | Виконавець                                             | Тривалість                                             |
| ------------------------------------------------------ | ------------------------------------------------------ | ------------------------------------------------------ | ------------------------------------------------------ |
| 1.                                                     | «Super Power Girl»                                     | Every Single Day                                       | 3:55                                                   |
| 2.                                                     | «Super Power Girl (Instrumental)»                      | Every Single Day                                       | 3:55                                                   |

| Strong Woman Do Bong Soon, Pt. 8 (Original Soundtrack) | Strong Woman Do Bong Soon, Pt. 8 (Original Soundtrack) | Strong Woman Do Bong Soon, Pt. 8 (Original Soundtrack) | Strong Woman Do Bong Soon, Pt. 8 (Original Soundtrack) |
| #                                                      | Назва                                                  | Виконавець                                             | Тривалість                                             |
| ------------------------------------------------------ | ------------------------------------------------------ | ------------------------------------------------------ | ------------------------------------------------------ |
| 1.                                                     | «Because of You»                                       | Пак Хьонсік                                            | 3:53                                                   |
| 2.                                                     | «Because of You (Instrumental)»                        | Пак Хьонсік                                            | 3:53                                                   |

## Рейтинги
Найнижчі рейтинги позначені синім кольором, а найвищі — червоним кольором.
| Номер #          | Дата показу      | Середнє значення кількості переглядів | Середнє значення кількості переглядів | Середнє значення кількості переглядів | Середнє значення кількості переглядів |
| Номер #          | Дата показу      | TNMS Ratings                          | AGB Nielsen                           | AGB Nielsen                           |                                       |
| Номер #          | Дата показу      | Загальнонаціональні                   | Загальнонаціональні                   | Сеул                                  |                                       |
| ---------------- | ---------------- | ------------------------------------- | ------------------------------------- | ------------------------------------- | ------------------------------------- |
| 1                | 24 лютого 2017   | 3,9 %                                 | 3,829 %                               | 4,044 %                               |                                       |
| 2                | 25 лютого 2017   | 6,1 %                                 | 5,758 %                               | 6,041 %                               |                                       |
| 3                | 3 березня 2017   | 5,5 %                                 | 6,081 %                               | 7,003 %                               |                                       |
| 4                | 4 березня 2017   | 8,3 %                                 | 8,301 %                               | 8,669 %                               |                                       |
| 5                | 10 березня 2017  | 6,7 %                                 | 7,113 %                               | 8,025 %                               |                                       |
| 6                | 11 березня 2017  | 7,7 %                                 | 8,692 %                               | 8,632 %                               |                                       |
| 7                | 17 березня 2017  | 7,1 %                                 | 6,834 %                               | 7,119 %                               |                                       |
| 8                | 18 березня 2017  | 8,8 %                                 | 9,603 %                               | 10,261 %                              |                                       |
| 9                | 24 березня 2017  | 8,8 %                                 | 7,423 %                               | 8,019 %                               |                                       |
| 10               | 25 березня 2017  | 9,8 %                                 | 9,668 %                               | 9,286 %                               |                                       |
| 11               | 31 березня 2017  | 7,7 %                                 | 7,772 %                               | 8,572 %                               |                                       |
| 12               | 1 квітня 2017    | 9,1 %                                 | 8,477 %                               | 8,352 %                               |                                       |
| 13               | 7 квітня 2017    | 8,9 %                                 | 7,448 %                               | 8,036 %                               |                                       |
| 14               | 8 квітня 2017    | 9,85 %                                | 8,597 %                               | 9,251 %                               |                                       |
| 15               | 14 квітня 2017   | 7,9 %                                 | 7,834 %                               | 8,773 %                               |                                       |
| 16               | 15 квітня 2017   | 9,8 %                                 | 8,957 %                               | 9,625 %                               |                                       |
| Середнє значення | Середнє значення | 7,9 %                                 | 7,649 %                               | 8,107 %                               |                                       |

## Нагороди та номінації
| Рік  | Нагорода               | Категорія                                  | Отримувач                  | Результат   | Примітки |
| ---- | ---------------------- | ------------------------------------------ | -------------------------- | ----------- | -------- |
| 2017 | Сеульська премія драми | Найкраща акторка серіалу корейської хвилі  | Пак По Йон                 | Перемога    | [ 25 ]   |
| 2017 | Сеульська премія драми | Найкращий мінісеріал                       | Сильна жінка То Бон Сун    | Номінація   | [ 26 ]   |
| 2017 | Ilgan Sports           | Впливові (сильні) люди                     | Пек Мі Ґьон                | 10-те місце | [ 27 ]   |
| 2017 | Сеульська премія       | Найкраща акторка (серіал)                  | Парк По Йон                | Перемога    | [ 28 ]   |
| 2017 | Сеульська премія       | Найкраща другорядна чоловіча роль (серіал) | Чон Сан Хун                | Номінація   | [ 29 ]   |
| 2018 | 13-та Премія Soompi    | Найкраща пара                              | Пак По Йон та Пак Хьон Сік | Перемога    | [ 30 ]   |